# Badon
Badon – wieś w Rumunii, w okręgu Sălaj, w gminie Hereclean. W 2011 roku liczyła 652 mieszkańców.